# Goniądz
Goniądz – miasto w Polsce w województwie podlaskim, w powiecie monieckim, siedziba gminy miejsko-wiejskiej Goniądz, położone na skraju Kotliny Biebrzańskiej, nad Biebrzą.
Początkowo osada w ziemi wiskiej na Mazowszu. Goniądz uzyskał lokację miejską przed 1493 rokiem. W latach 1975–1998 miasto administracyjnie należało do województwa łomżyńskiego.
W 1955 r. został założony miejski klub piłkarski Biebrza Goniądz. W sezonie 2023/24 grał w podlaskiej klasie okręgowej.
W 2004 odbył się w Goniądzu III Międzynarodowy Festiwal Filmów Przyrodniczych imienia Braci Wagów.
30 czerwca 2012 miasto miało 1933 mieszkańców. Ośrodek rolniczy i usługowy dla rolnictwa; leży przy turystycznym szlaku wodnym Biebrzy łączącym jeziora Równiny Augustowskiej i Pojezierza Ełckiego z Narwią. Był miastem królewskim Korony Królestwa Polskiego, w starostwie knyszyńskim w ziemi bielskiej województwa podlaskiego w 1795 roku.
Przez miasto przebiega droga wojewódzka nr 670.
Goniądz jest siedzibą rzymskokatolickiej parafii św. Agnieszki.
19 października 2022 roku Jan Paweł II został patronem Szkoły Podstawowej w Goniądzu.

## Historia
W XIV w. gród, przedmiot sporów między Mazowszem a Litwą; XIV/XV w. włączony do Wielkiego Księstwa Litewskiego. W latach 1501–1506 Goniądz był własnością kniazia Michała Glińskiego. W 1569 włączony do Korony; prawa miejskie 1547; ośrodek rzemieślniczo-handlowy (port rzeczny); od 1795 w zaborze pruskim, gdzie był siedzibą powiatu, od 1807 w zaborze rosyjskim; w końcu XIX w. połączenie kolejowe; w okresie okupacji niemieckiej 1941–1942 getto (ok. 1,3 tys. osób wywiezionych przez Niemców do Prostek k. Grajewa); podczas działań wojennych (rok 1944) zniszczony w ok. 80%.
Kalendarium

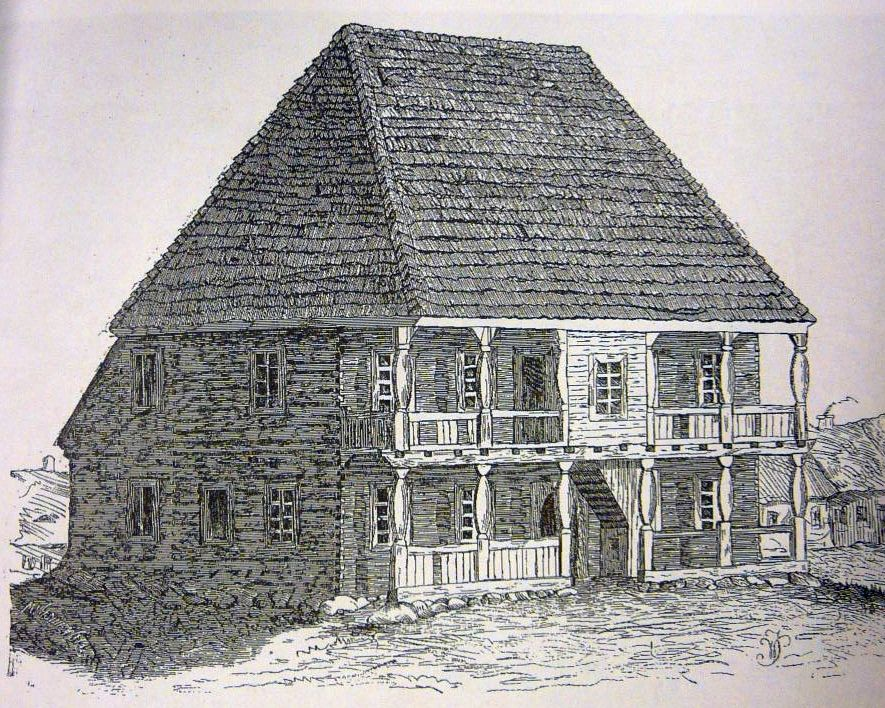
Nieistniejący ratusz z 1779 r.

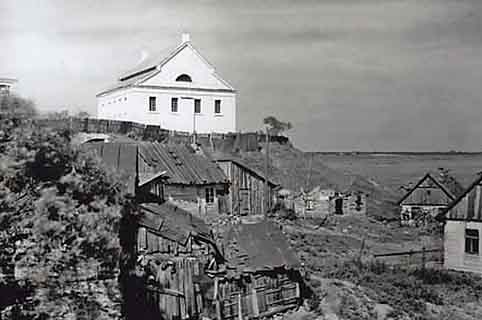
Nieistniejąca synagoga w Goniądzu

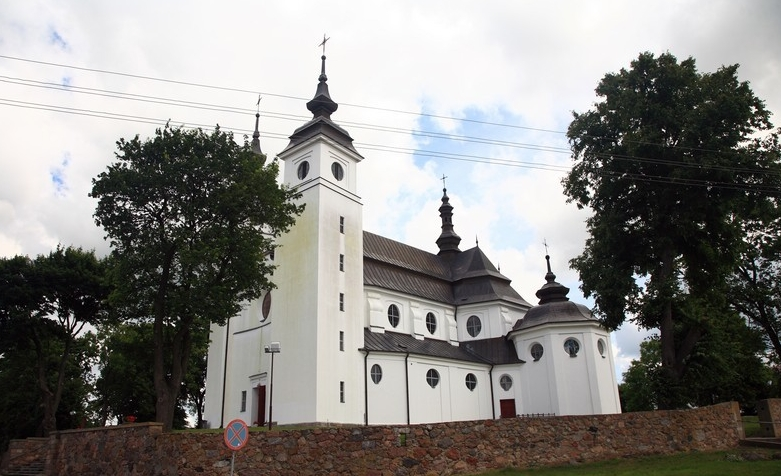
Kościół św. Agnieszki

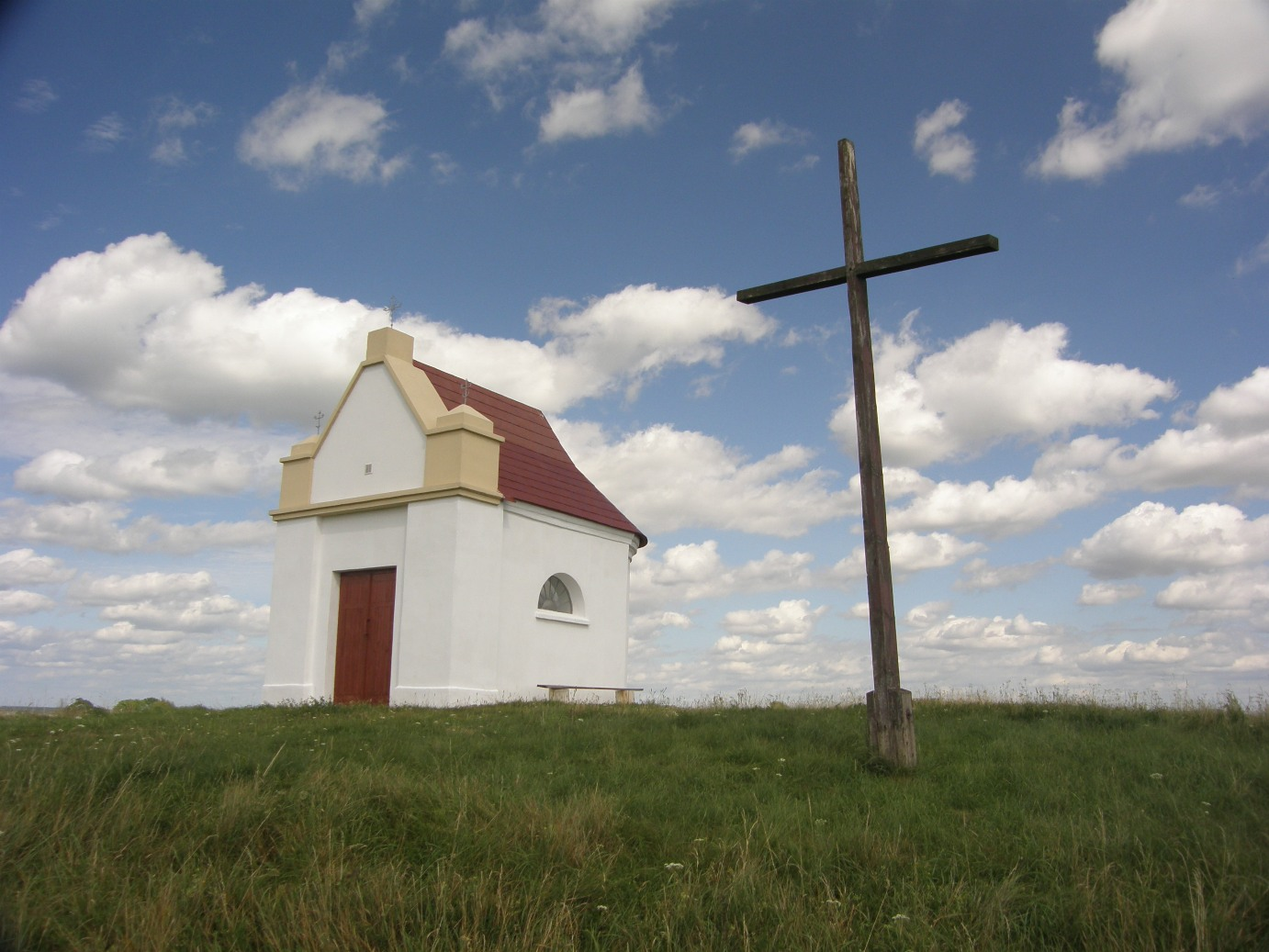
Kaplica św. Floriana

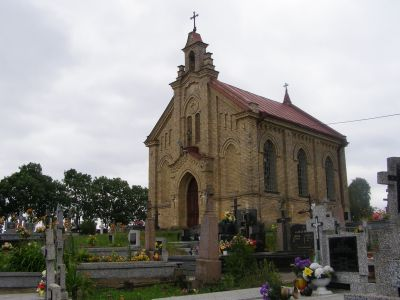
Kaplica Świętego Ducha na cmentarzu w Goniądzu

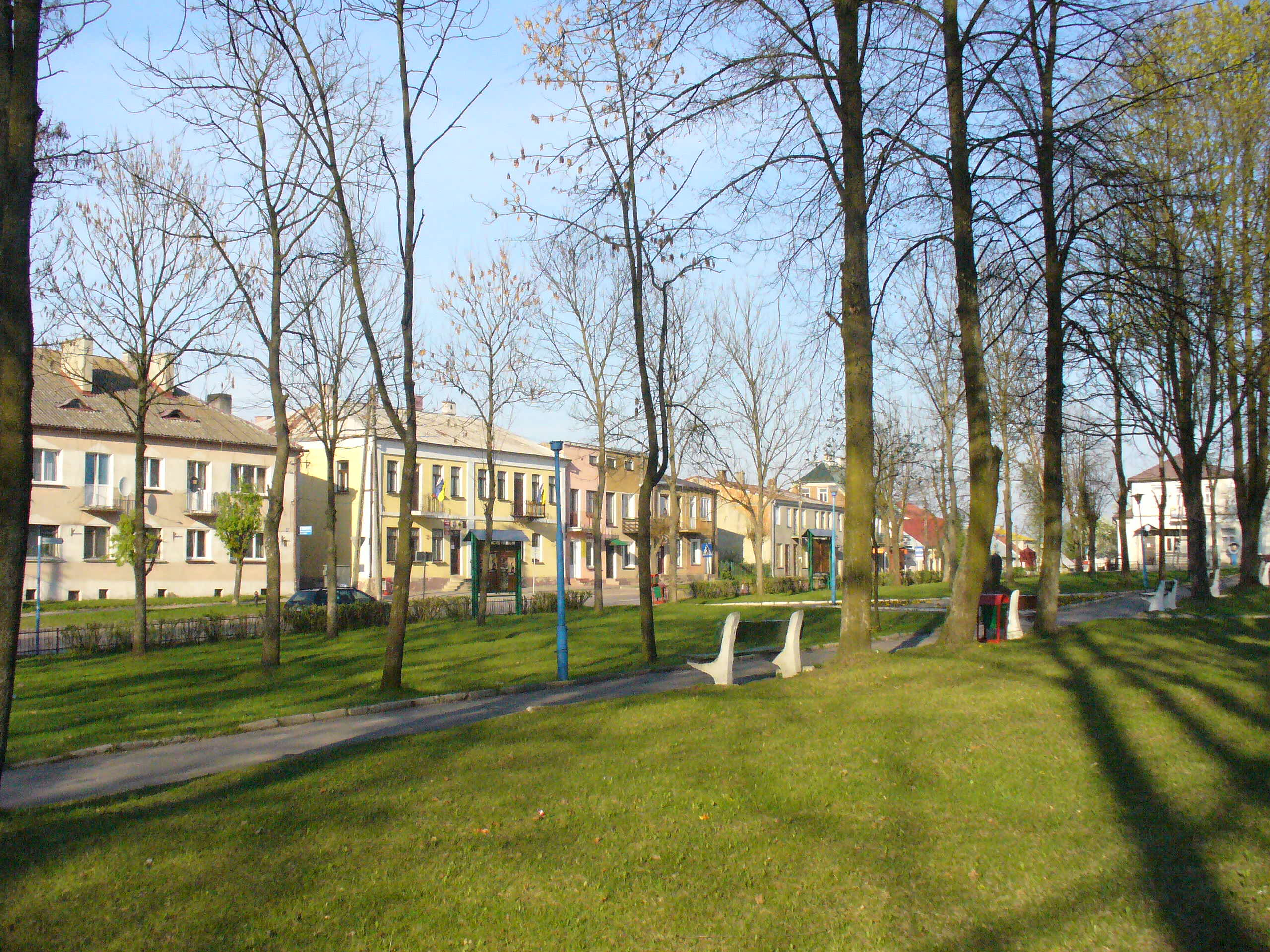
Rynek w Goniądzu

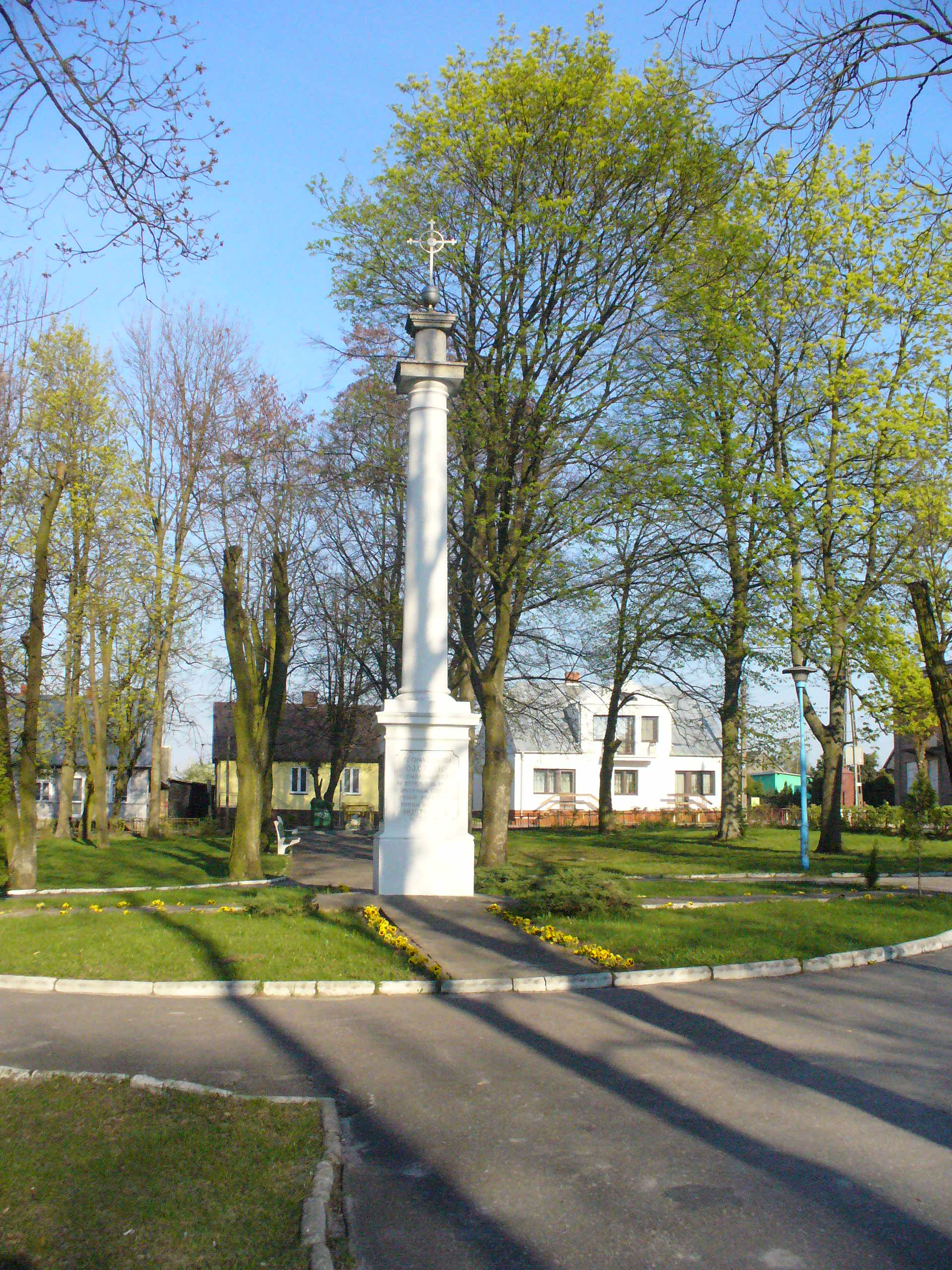
Pomnik/kolumna na rynku

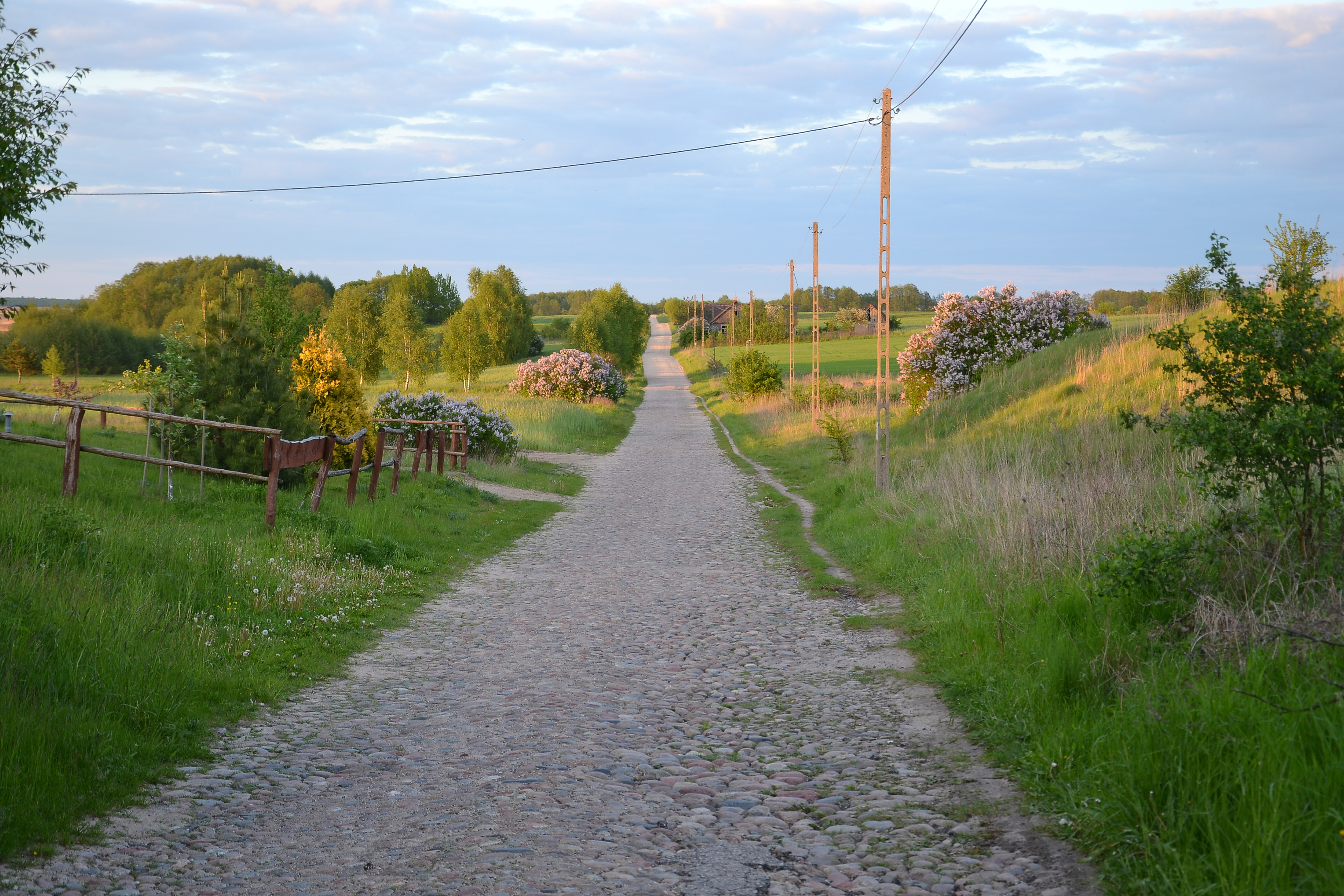
Carska Droga

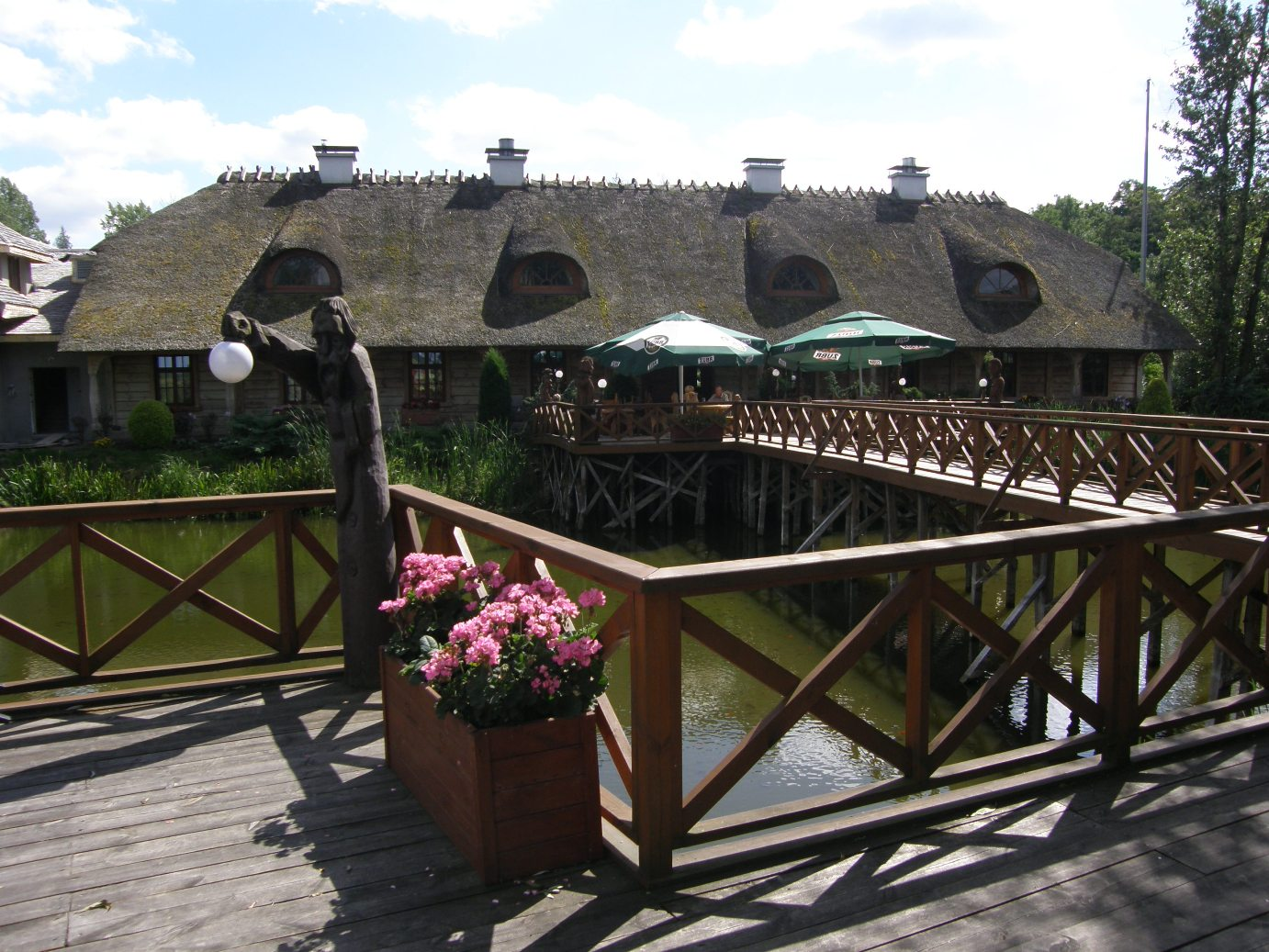
Gospoda Bartla

- 14 sierpnia 1358 – pierwsza pisana wzmianka o Goniądzu – stolicy powiatu należącego do ziemi wiskiej[10],
- 2 grudnia 1382 – książę mazowiecki Siemowit IV z bratem Januszem I zastawia zakonowi krzyżackiemu zamek Wiznę z powiatem goniądzkim
- 30 grudnia 1401 – Siemowit IV, książę płocki zastawia swemu bratu Januszowi I księciu czerskiemu ziemię wiską wraz z powiatem goniądzkim
- 29 stycznia 1402 – Siemowit IV wykupił od wielkiego mistrza krzyżackiego ziemię wiską z powiatem goniądzkim
- 2 lipca 1402 wielki mistrz krzyżacki wypiera się w liście do Janusza I i Siemowita IV faktu odstąpienia wielkiemu księstwu litewskiemu Witoldowi powiatu goniądzkiego
- przed 1430 – Witold wielki książę litewski funduje i uposaża kościół parafialny; pierwsza świątynia nosiła tytuł Wniebowzięcia NMP, św. Jana Chrzciciela i św. Agnieszki
- 10 lutego 1464 – po raz pierwszy w źródłach występuje proboszcz goniądzki Maciej
- 1501–1506 – Goniądz był własnością Michała Glińskiego księcia litewskiego, pochodzenia tatarskiego. W roku 1500 został nadwornym marszałkiem litewskim. W 1506 pokonał Tatarów w bitwie pod Kleckiem. Został niesłusznie oskarżony przez przeciwników o zamiar opanowania tronu wielkoksiążęcego, pozbawiony przez Zygmunta I Starego pełnionych urzędów. Zamordował intrygującego przeciw niemu wojewodę trockiego J. Zabrzezińskiego. Wszczął bunt i przeszedł w 1508 na stronę Moskwy, w następstwie czego utracił swoje dobra w Rzeczypospolitej
- 5 stycznia 1509 – Goniądz wraz z Rajgrodem został przekazany przez Zygmunta I Starego wojewodzie trockiemu Mikołajowi Radziwiłłowi. Odtąd miasto należy do ziemi bielskiej
- 4 maja 1511 – Mikołaj Radziwiłł, wojewoda wileński, zbudował na zamku w Goniądzu kaplicę pw. Trójcy, Bożej Rodzicielki Maryi i Świętych
- 4 stycznia 1515 – Zygmunt I nadaje wieczyście ziemie goniądzko-rajgrodzkie Mikołajowi Radziwiłłowi
- 23 kwietnia 1529 – Zygmunt I swemu synowi Zygmuntowi Augustowi darował lasy, łąki i pustkowia wokół dóbr Goniądz[10],
- 1536 – miasto uprawiało 108 włók, z każdej płacono po 37 gr. Powierzchnia ogrodów miejskich wynosiła 112 morgów. Podatek od użytkowanych ogrodów stale wynosił 3 gr. lit. z ogrodu. Wójt miejski goniądzki posiadał 3 włóki ziemi. Ponadto otrzymywał 10 zł z czynszu płaconego przez mieszczan
- 22 grudnia 1541 – Zygmunt I król polski wydał dekret mocą którego właściciele dóbr Goniądz i Rajgród winni stosować się do prawa polskiego i odpowiadać w sądach ziemskich
- 15 lutego 1547 – właściciele Goniądza, Stanisław Stanisławowicz Dowojno z żoną Petronelą, nadali miastu prawo chełmińskie
- 1564 – Goniądz przejmuje po Petronelli Radziwiłłównie jej siostra Anna Radziwiłłówna Kiszczyna wojewodzina witebska, która 20.05.1570 r. w Warszawie daruje ziemie goniądzkie królowi Zygmuntowi Augustowi
- 1572 – Goniądz zostaje włączony do starostwa knyszyńskiego
- 1573 – Sejm zatwierdza prawa i swobody miasta Goniądza
- 15 sierpnia 1579 – król Stefan Batory wydaje uniwersał ustanawiający w Goniądzu żupę solną z której w sól zaopatrywało się województwo podlaskie
- 1580 – miasto obejmowało 174 włók i ¼ morga. Było 247 domówi 72 pustych placów. Mieszkało: 8 szewców 3 kowali, 4 rzeźników, 27 rybaków, 1 zdun, 7 przekupników
- 28 maja 1621 – pożar miasta Goniądza
- 7 marca 1667 – konstytucja sejmowa tworzy w Goniądzu Urząd Grodzki
- 1669 – Parafia Goniądz wchodzi w skład dekanatu augustowskiego
- 15 lutego 1676 – Jan III Sobieski nadał wójtostwo w mieście Goniądzu
- 1765 – Goniądz liczył 243 domów i ok. 1500 mieszkańców
- 1775 – rozpoczęto budowę nowego, drewnianego kościoła. Fundatorami świątyni byli bp. Przemyski Antoni Betański, tytularny proboszcz Goniądza i Izabela z Poniatowskich Branicka
- 8 września 1779 – pożar Goniądza
- 24 czerwca 1794 – podczas insurekcji kościuszkowskiej oddziały powstańcze stoczyły zwycięską bitwę z wojskami pruskimi pod Osowcem i Klimaszewnicą.
- 30 czerwca 1794 – komisja porządkowa ziemi bielskiej wyznacza w Goniądzu pospolite ruszenie parafii zabiebrzańskich
- 1795 – w wyniku III rozbioru Rzeczypospolitej Goniądz przypada Królestwu Pruskiemu; władze pruskie anulują obowiązujący dotychczas przywilej „de non tolerandis Judaeis”, co przyczynia się do znacznego napływu ludności żydowskiej, głównie tzw. „litwaków”
- 7 października 1796 – obwieszczenie o handlu solnym w Prusach Nowo – Wschodnich wymienia skład soli w Goniądzu
- 1799 – z pruskiego opisu miasta wynika, że na terenie Goniądza zamieszkuje 498 Żydów na ogólna liczba 1373 mieszkańców
- 1807–1915 – Goniądz wchodzi w skład Imperium Rosyjskiego
- 1849 – miasto Goniądz posiadało: 2 place niebrukowane, 5 ulic, w tym 3 ulice brukowane, 4 drewniane mosty, 2 cmentarze, na jednym z nich był kościół cmentarny. Ogródków domowych 20, 36 pustych placów, brak parków publicznych
- 1860 – parafia liczyła 5054 osoby
- 1864 – budowa kaplicy św. Floriana na wzgórzu, na terenie dawnego cmentarza szpitalnego
- 1 stycznia 1878 – Goniądz liczy 2943 mieszkańców, w tym: 1880 żydów, 1056 katolików, 15 prawosławnych
- 1881 – w Goniądzu zostaje umieszczony okręg administracyjny obejmujący gminy: Jaświły, Krypno, Przytulankę
- 1897 – miasto liczy 3402 mieszkańców
- I wojna światowa – miasto zostało zniszczone przez działania wojenne ze względu na biegnącą na rzece Biebrzy linię frontu
- 30 września 1919 do Goniądza włączono Guzy[11][12]
- 26 września 1921 – pożar kościoła w Goniądzu
- 30 września 1921 – wg spisu ludności Goniądz zamieszkiwało ogółem 2642 osób z czego kobiet – 1.423 i mężczyzn – 1.219. Budynków mieszkalnych było 430[13]
- 15 września 1924 – konsekracja nowego kościoła w Goniądzu, zbudowanego według projektu prof. Oskara Sosnowskiego
- wrzesień 1939 – w okresie pierwszej kilkunastodniowej okupacji niemieckiej w Goniądzu dochodzi do zajść antyżydowskich
- 1939–1941 – okupacja sowiecka
- 22 czerwca 1941 – Niemcy napadają na Związek Radziecki; następuje paniczna ucieczka Sowietów z miasta, które zostaje opanowane przez polski margines społeczny dopuszczający się licznych samosądów i grabieży na ludności żydowskiej. Według polskiej strony „w czerwcu 1941 r. wojska niemieckie zamordowały 116 mieszkańców Goniądza, głównie pochodzenia żydowskiego”[potrzebny przypis].
- 4 lipca 1941 – rada miejska podjęła decyzję o policzeniu Żydów mieszkających w mieście, których zebrano w rynku. Oskarżono trzydziestu z nich o współpracę z Armią Czerwoną, których zamordowano na cmentarzu żydowskim, przy pomocy prętów. Według dra Mirosława Tryczyka, autora książki o polskich pogromach Żydów, to sami polscy mieszkańcy przygotowali Niemcom listę Żydów do rozstrzelania, a mordy trwały przez dwa tygodnie – co noc[14].
- 21/22 lipca 1941 – w nocy Polacy zamordowali dwudziestu Żydów, innych torturowali.
- 1941–1945 – okupacja niemiecka
- 2 listopada 1942 – likwidacja getta żydowskiego, Żydzi goniądzcy (ok. 600) zostali deportowani do obozu przejściowego w Pietraszach, skąd później większość z nich Niemcy wysłali do ośrodków zagład
- 10 sierpnia 1944 – Niemcy wysadzają dwie wieże oraz część ścian kościoła; miasto zostaje zniszczone w 80% ze względu na biegnącą na rzece Biebrzy linię frontu niemiecko-sowieckiego
- 12 stycznia 1945 – wojska sowieckie wkraczają do Goniądza
- 1955 – ukończono odbudowę kościoła
- 30 grudnia 1995 – Goniądz liczy 1907 mieszkańców

## Demografia
- Według Powszechnego Spisu Ludności z 1921 roku miasto zamieszkiwało 2642 osób (z czego kobiet – 1.423 i mężczyzn – 1.219), wśród których 1506 było wyznania rzymskokatolickiego, 1 prawosławnego a 1135 mojżeszowego. Jednocześnie 1576 mieszkańców zadeklarowało polską przynależność narodową, 1065 żydowską a jeden rusińską. W mieście było 430 budynków mieszkalnych[15].

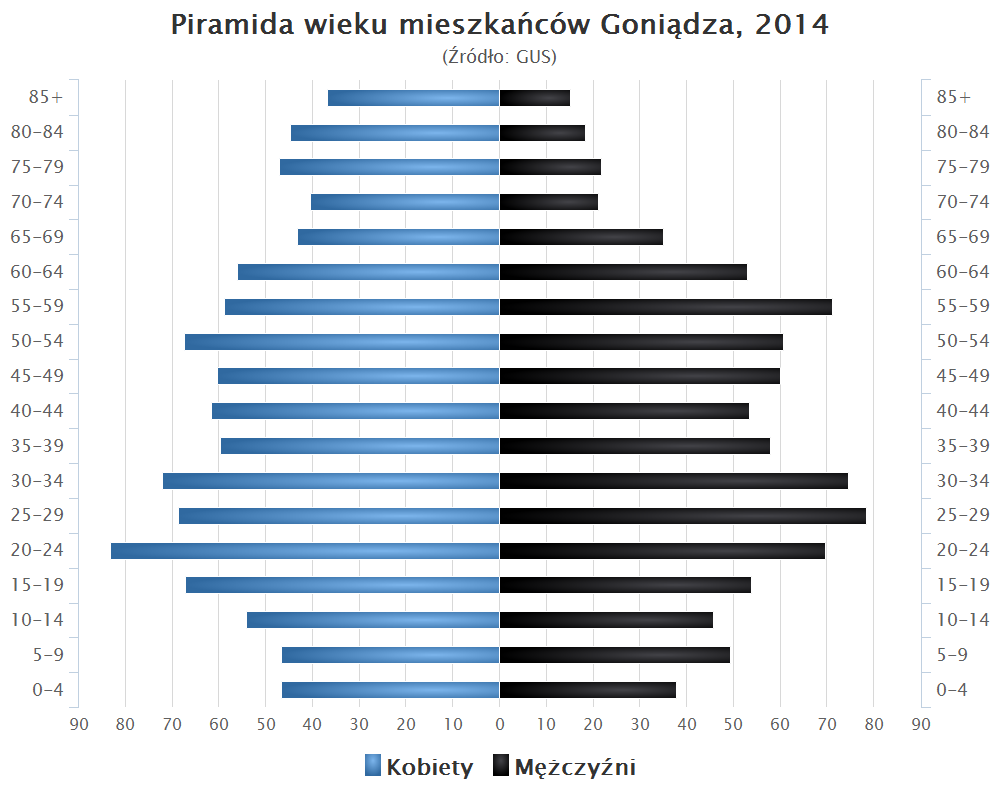
Piramida wieku mieszkańców Goniądza w 2014 roku

## Zabytki
- Kościół św. Agnieszki
- Kaplica pw. św. Floriana
- Kaplica pw. św. Ducha (cmentarna)
- Cmentarz żydowski w Goniądzu
- Goniądz (przystanek kolejowy)

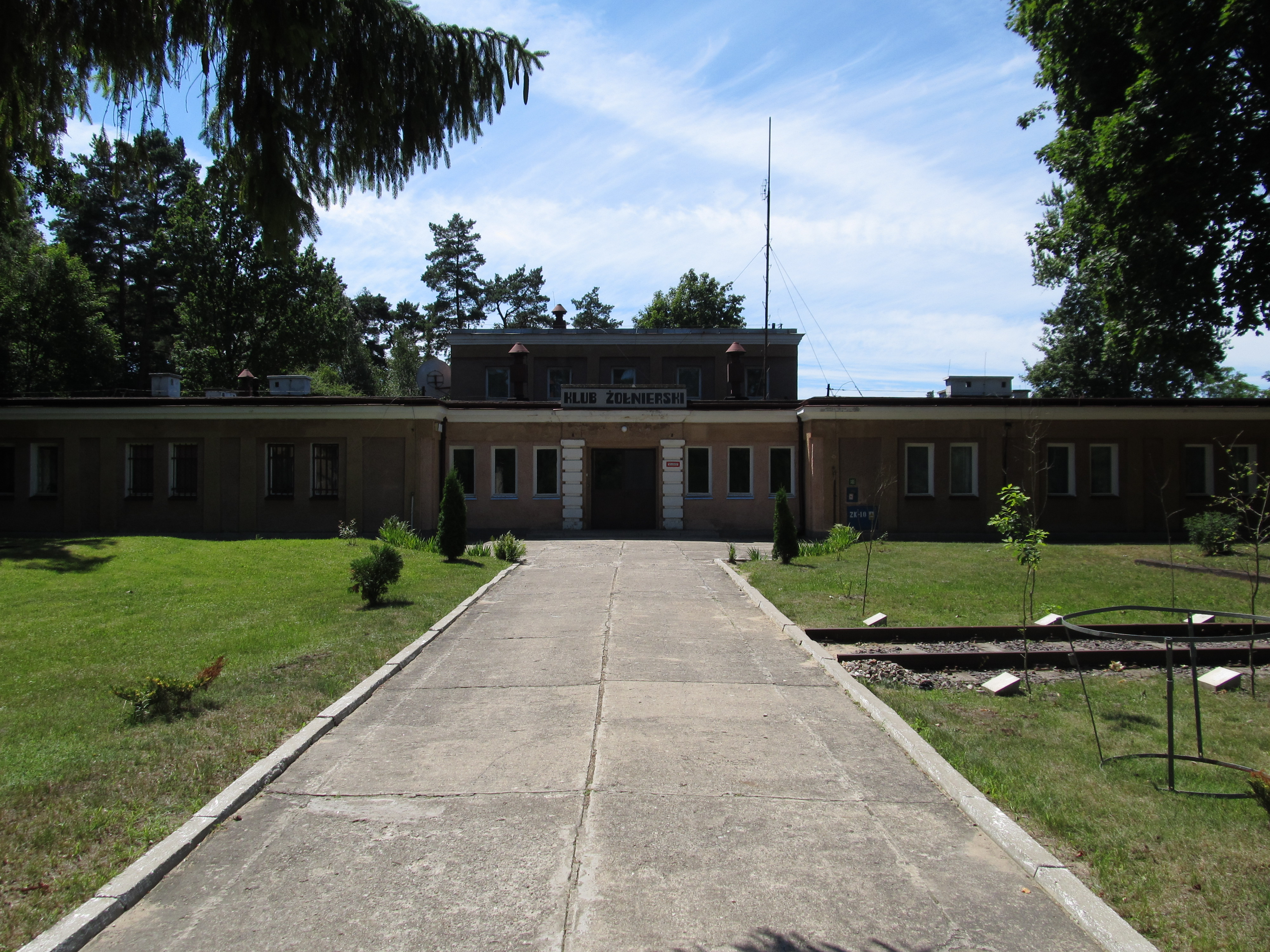
Zespół twierdzy Osowiec

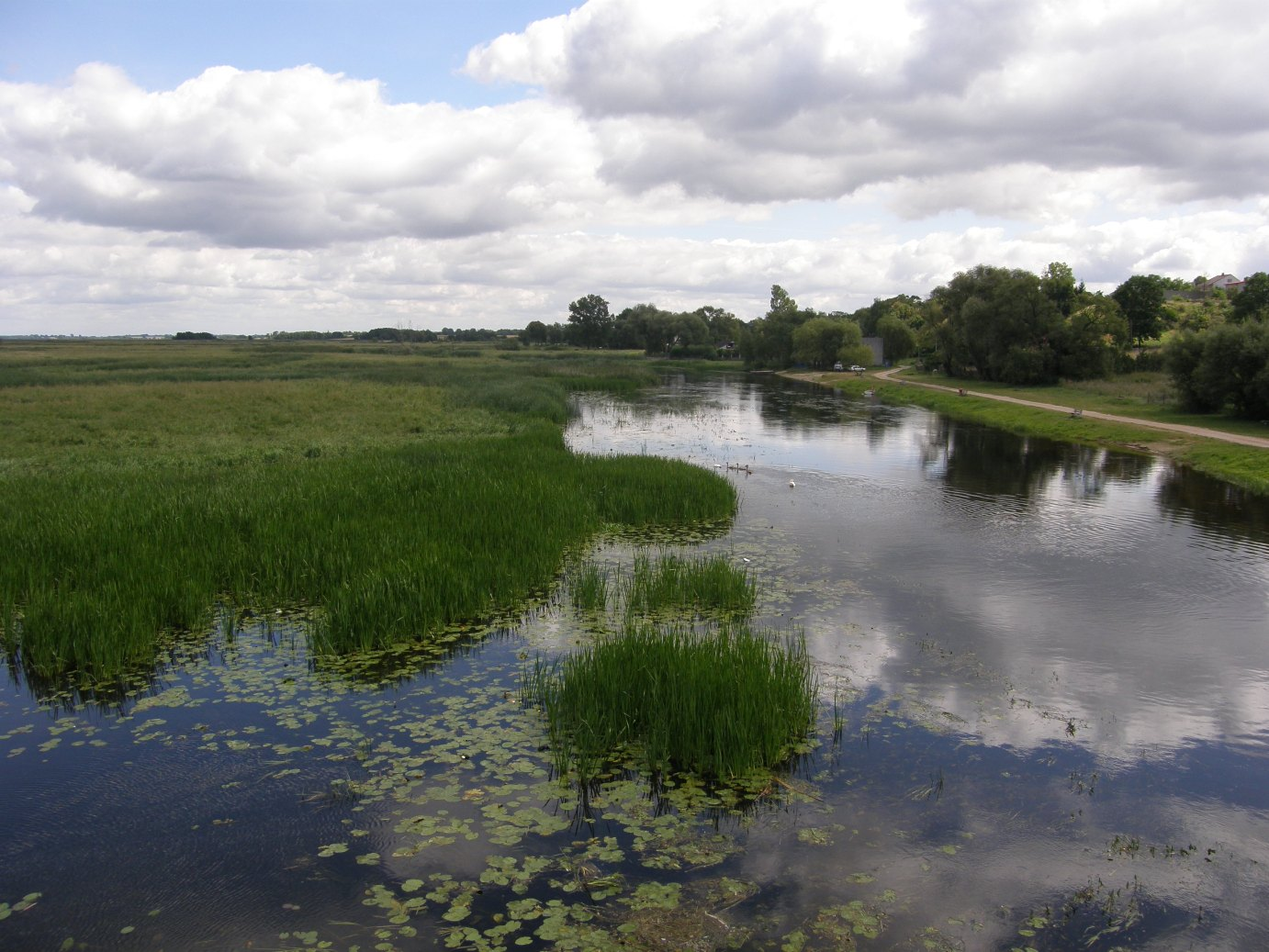
Rzeka Biebrza widziana z mostu w Goniądzu

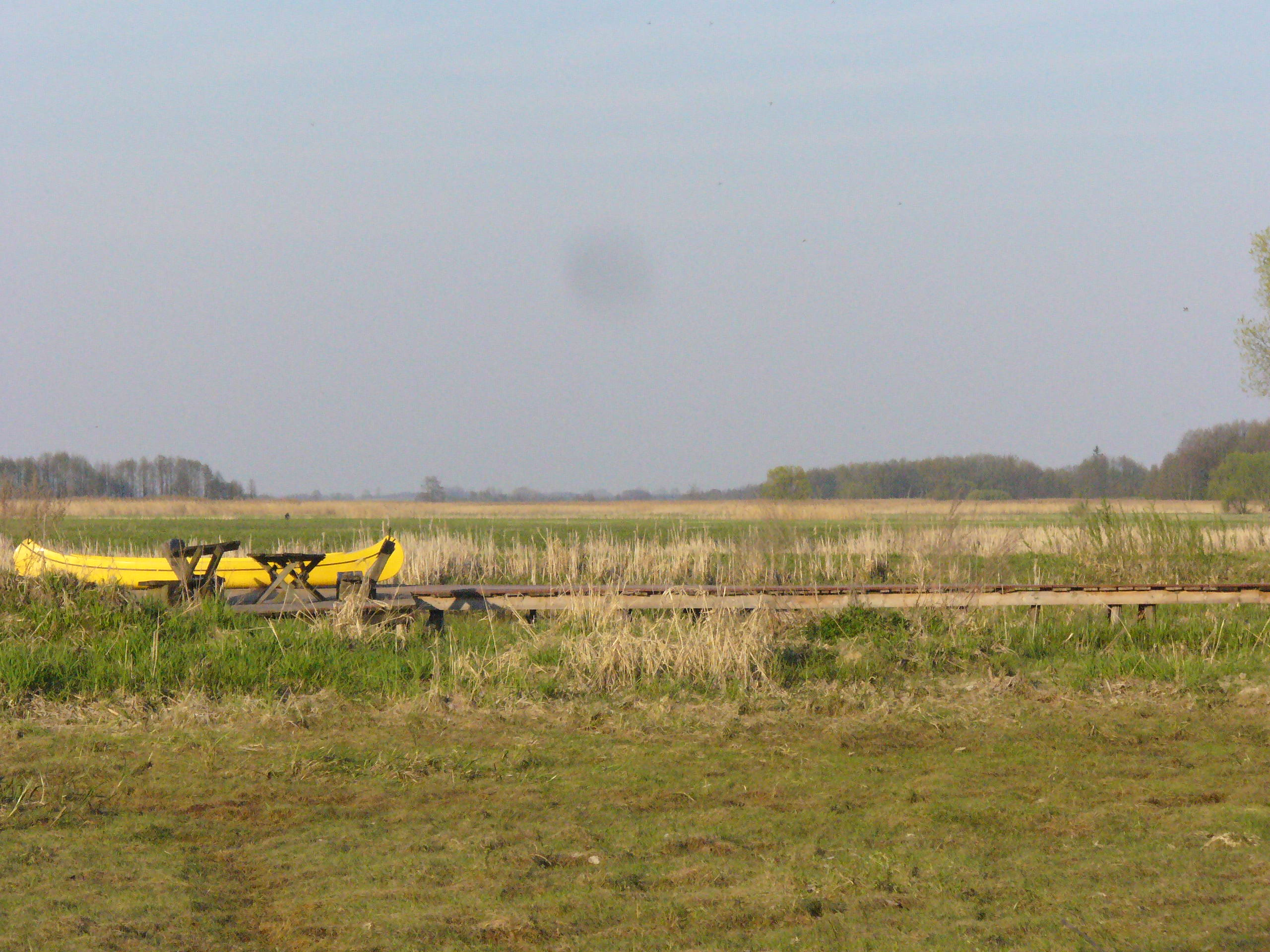
Łąki/torfowiska nad rzeką Biebrzą

- pozostałości Twierdzy Osowiec z XIX w. położonej na terenie gminy.

## Turystyka
- w miejscowości Osowiec-Twierdza znajduje się siedziba Biebrzańskiego Parku Narodowego

- od 2013 r. w Goniądzu odbywa się festiwal muzyki rockowej Rock na Bagnie[17]